# سانتاندر بریتانیا
سانتاندر بریتانیا (انگلیسی: Santander UK) شرکت خدمات مالی بریتانیایی است، که در سال ۲۰۱۰ توسط  تأسیس شد.